# Pteropus mariannus
Pteropus mariannus is een vleerhond uit het geslacht Pteropus.

## Kenmerken
P. mariannus is een middelgrote vleerhond. De bovenkant van het lichaam is zeer donkerbruin met verspreide zilvergrijze haren, de onderkant wat lichter. De schouders zijn geelbruin. De voorarmlengte bedraagt 134,0 tot 136,5 mm.

## Verspreiding
Deze soort komt voor in de Marianen en nabijgelegen delen van Palau en Micronesia, op de eilanden Agrihan, Aguijan, Alamagan, Anatahan, Asuncion, mogelijk Fana, Farallon de Medinilla (fossiel), Guam, Maug, Pagan, Rota, Saipan, Sarigan, mogelijk Sonsorol, Tinian en Ulithi. De verwante soorten P. loochoensis uit de Riukiu-eilanden, P. pelewensis uit Palau, P. yapensis uit Yap en P. ualanus uit Kosrae worden soms als ondersoorten gezien. De soort zelf is verdeeld in drie ondersoorten: mariannus (sensu stricto) in de zuidelijke Marianen, paganensis Yamashima, 1932 op Pagan en Alamagan en ulthiensis Yamashima, 1932 op Ulithi. Deze soort wordt bedreigd door de jacht (vleerhondenvlees is een delicatesse in de Marianen). In de Marianen werd de totale populatiegrootte in 1989 geschat op 8700 tot 9000, waarvan de meeste dieren op de nauwelijks bewoonde noordelijke eilanden leefden.
Pteropus admiralitatum · Pteropus aldabrensis · Pteropus alecto · Pteropus anetianus · Pteropus aruensis · Pteropus brunneus · Pteropus caniceps · Halstervleerhond (Pteropus capistratus) · Pteropus chrysoproctus · Pteropus cognatus · Pteropus conspicillatus · Pteropus dasymallus · Pteropus faunulus · Pteropus fundatus · Vliegende vos (Pteropus giganteus) · Pteropus gilliardorum · Pteropus griseus · Pteropus howensis · Pteropus hypomelanus · Chuukvleerhond (Pteropus insularis) · Pteropus intermedius · Pteropus keyensis · Comorenvleerhond (Pteropus livingstonii) · Pteropus lombocensis · Pteropus loochoensis · Lyles vleerhond (Pteropus lylei) · Pteropus macrotis · Pteropus mahaganus · Pteropus mariannus · Pteropus melanopogon · Pteropus melanotus · Pohnpeivleerhond (Pteropus molossinus) · Pteropus neohibernicus · Zwarte vleerhond (Pteropus niger) · Pteropus nitendiensis · Pteropus ocularis · Pteropus ornatus · Pteropus pelewensis · Pteropus personatus · Pteropus pilosus · Pteropus pohlei · Grijskopvleerhond (Pteropus poliocephalus) · Boninvleerhond (Pteropus pselaphon) · Pteropus pumilus · Pteropus rayneri · Pteropus rennelli · Rodriguesvleerhond (Pteropus rodricensis) · Rode vleerhond (Pteropus rufus) · Pteropus samoensis · Pteropus scapulatus · Pteropus seychellensis · Pteropus speciosus · Pteropus subniger · Pteropus temminckii · Pteropus tokudae · Tongavleerhond (Pteropus tonganus) · Pteropus tuberculatus · Pteropus ualanus · Kalong (Pteropus vampyrus) · Pteropus vetulus · Pembavleerhond (Pteropus voeltzkowi) · Pteropus woodfordi · Pteropus yapensis